# 小松研一
小松 研一（こまつ けんいち、1949年7月9日 - ）は、日本の技術者、工学博士。東芝メディカルシステムズ代表取締役社長や、日本医療機器産業連合会副会長、日本画像医療システム工業会会長などを歴任した。

## 人物・経歴
北海道磯谷郡蘭越町昆布町出身。小学校から小樽市に移り、1973年北海道大学工学部電子工学科卒業。スキー部出身。1978年北海道大学大学院工学研究科電子工学専攻博士課程修了、工学博士。同年東京芝浦電気入社。1980年東京芝浦電気医用機器事業部医用機器技術研究所配属。1990年東芝医用システム社統括技師長兼経営変革統括責任者。2003年東芝メディカルシステムズ取締役上席常務。2006年東芝メディカルシステムズ取締役専務。2008年東芝メディカルシステムズ代表取締役社長。2010年東芝メディカルシステムズ相談役、東芝顧問、日本画像医療システム工業会副会長。2012年日本画像医療システム工業会会長。日本医療機器産業連合会副会長、Medical Excellence JAPAN副理事長、東芝特別嘱託、千葉大学客員教授なども務めた。